# Proatriplex
Proatriplex es un género de plantas fanerógamas con una especie pertenecientes a la familia Amaranthaceae.
Su única especie Proatriplex pleiantha es un sinónimo de Atriplex